# Майга, Абдулае Идрисса
Абдулае Идрисса Майга (фр. Abdoulaye Idrissa Maïga; 11 марта 1958, Гао) — малийский политический и государственный деятель, премьер-министр Мали (10 апреля 2017-31 декабря 2017), министр территориального управления и министр окружающей среды, водоснабжения и санитарии (11 апреля 2014 — 8 января 2015), министр национальной обороны Мали (3 сентября 2016 — 10 апреля 2017).

## Биография
В 1981 году окончил инженерный факультет Малийского cельского политехнического института в Катибугу. Начал работать в Министерстве животноводства и рыболовства. С 1991 по 2001 год был координатором животноводческих проектов в провинции Мопти. В 2001—2003 годах — научный сотрудник Министерства сельскохозяйственного развития. Отвечал за программы в Группе планирования и статистики указанного Министерства. С 2003 по 2008 год возглавлял отдел «Исследования и мониторинга окружающей среды» государственного агентства по рыболовству бассейна реки Нигер со штаб-квартирой в Бамако. С этого момента выступал в качестве консультанта нескольких национальных и международных организаций.
Кроме того, с 1990 по 1999 год работал заместителем генерального секретаря Малийского общества по правам человека.
Во время президентских выборов 2013 года в Мали был руководителем штаба избирательной кампании Ибрагима Бубакара Кейта, который был избран президентом страны. Входит в близкое окружение Ибрагима Бубакара Кейта. Был вице-президентом правящей партии Объединение за Мали.
С 11 апреля 2014 по 8 января 2015 года занимал пост министра территориального управления и министра окружающей среды, водоснабжения и санитарии. Затем был назначен министром национальной обороны Мали (3 сентября 2016 — 10 апреля 2017).
С 10 апреля 2017 по 31 декабря 2017 года работал премьер-министром Мали. Ушёл в отставку неожиданно без объяснения причин вместе со всем своим кабинетом.
Автор ряда публикаций, участвовал в написании коллективной работы «Мали: между сомнениями и надеждами».
Отец 5 детей.